# Barrie Bates
Barrie Bates (Merthyr Tydfil, 17 ottobre 1969) è un giocatore di freccette gallese, appartenente al circuito PDC. Trasferitosi da Merthyr Tydfil, risiede attualmente nel Mid Glamorgan, sempre in Galles.
Conosciuto inizialmente come Batesy, dal 2007 viene chiamato Champagne per la sua vivace e frizzante personalità.

## Carriera
Esordì televisivamente nel circuito PDC al UK Open 2003, dove arrivò fino al terzo turno. Nello stesso torneo, nel 2006, riuscì a raggiungere la finale (persa poi contro Raymond van Barneveld).
Il 2006 fu infatti l'anno che fece da trampolino di lancio per Bates, che vinse tre tornei (tra cui il PDPA Players Chamiponship a novembre, battendo in finale Phil Taylor) e raggiunse diverse finali chiudendo la stagione alla posizione 77 del ranking mondiale.
Il suo debutto al World Champiosnhip avvenne nel 2007 come numero 17 del seeding, ma venne sconfitto al primo turno dal canadese Brian Cyr.
Il suo miglior risultato al World Championship arrivò nel 2009, quando, dopo che arrivò fino ai quarti finali, si arrese alla testa di serie numero 12 Mervyn King.
A lui si deve l'aver esortato l'allora rugbista Gerwyn Price a lasciare la palla ovale per dedicarsi a tempo pieno alle freccette.